# メトロブス・デ・ラ・アバナ

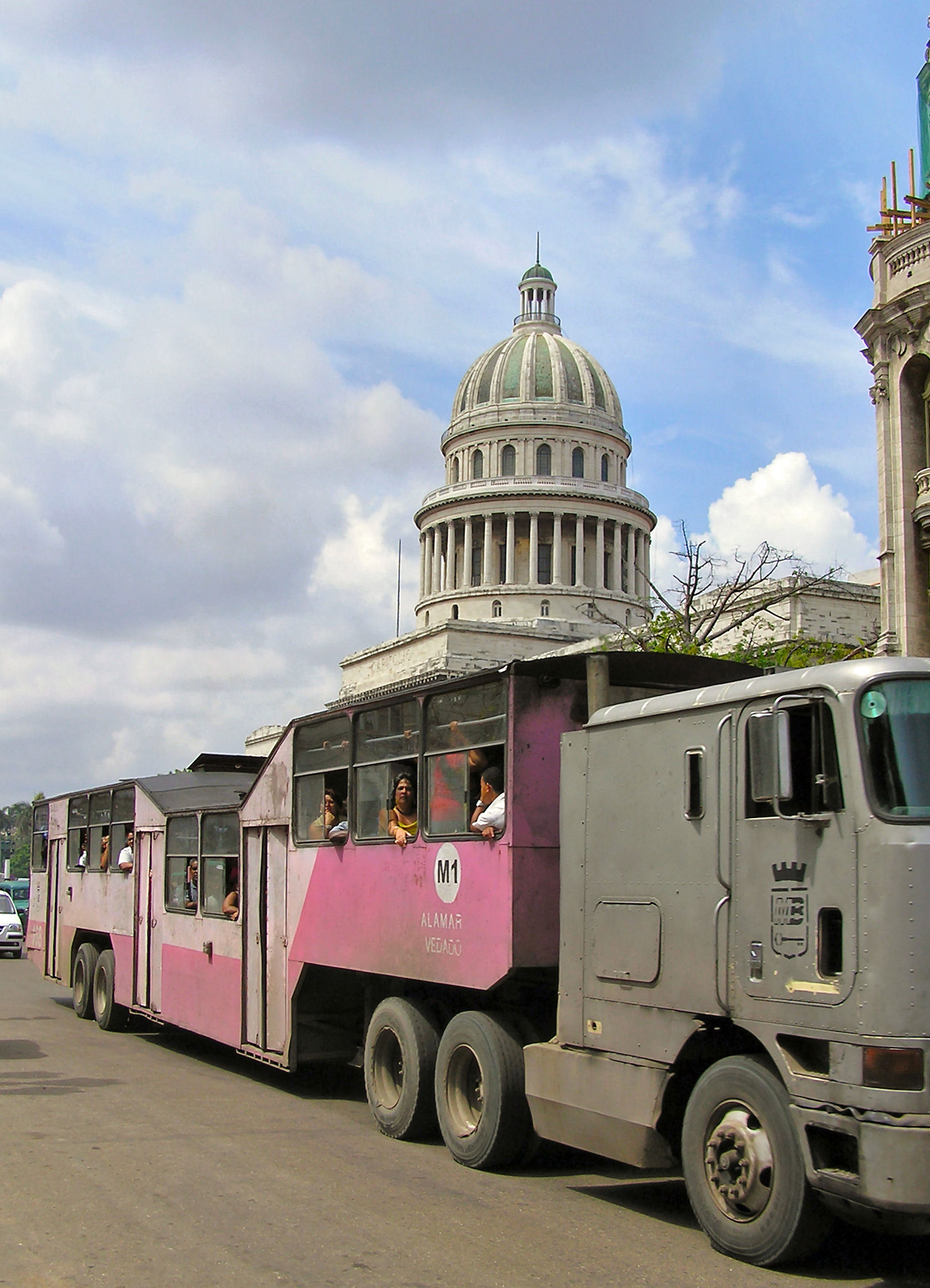
エル・カピトリオ (El Capitolio) の建物の近くの「カメリト」バス。運転席のドアにはMBロゴが描かれている。

メトロブス・デ・ラ・アバナ（西: MetroBus de La Habana、英: Havana MetroBus）は、キューバ共和国（通称：キューバ）の首都ハバナ市にて運行されている公共バス路線網である。
MBとして省略される。
当バス路線網は、キューバの首都の主要な公共交通網であり、陸上の地下鉄として考えられている。

## 概要
元々が車両の2つのこぶにより「カメジョス」 (camellos) または「カメリトス」 (camelitos) （ラクダおよび小ラクダのスペイン語）として知られている、メトロブスの保有車両は近代化されており、現在では中国製の宇通ブランド、ロシア製のLiaz、またはベラルーシのMAZなどの、大型で近代的な連節バスを使用している。
ピーク時間でのバス運転間隔は約10分毎であり、停留所は大抵800〜1,000m間隔にある。
当バス路線網では、いくつかの近郊鉄道の駅に連絡している。

## ルート
当バス路線網は、17本の本線から成っており、全て数字の前に文字"P"で識別されている。
- P-1: ラ・ロシタ (La Rosita) - プラヤ（英語版） (Playa)
- P-2: アルベロ (Alberro) - ベダド（英語版） (Vedado)
- P-3: アラマル（英語版） (Alamar) - トゥネル・デ・リネア (Túnel de Línea)
- P-4: サン・アグスティン (San Agustín) - プラヤ - テルミナル・デ・トレネス（英語版） (Terminal de Trenes)
- P-5: サン・アグスティン - セントロ・アバナ（英語版） (Centro Habana) - テルミナル・デ・トレネス
- P-6: レパルト・エレクトリコ (Reparto Eléctrico) - ベダド
- P-7: アルベロ - パルケ・デ・ラ・フラテルニダ (Parque de la Fraternidad)
- P-8: レパルト・エレクトリコ - ビジャ・パナメリカーナ (Villa Panamericana)
- P-9: ラ・パルマ (La Palma) - CUJAE（英語版）
- P-10: ビボラ（英語版） (Víbora) - プラヤ
- P-11: アラマル - エル・カピトリオ（英語版） (El Capitolio) - ベダド
- P-12: サンティアーゴ・デ・ラス・ベガス（英語版） (Santiago de Las Vegas) - アエロプエルト (Aeropuerto) - パルケ・デ・ラ・フラテルニダ
- P-13: サンティアーゴ・デ・ラス・ベガス - ラ・パルマ - パルケ・デ・ラ・フラテルニダ
- P-14: サン・アグスティン - パルケ・デ・ラ・フラテルニダ
- P-15: アラマル - グアナバコア（英語版） (Guanabacoa) - ベダド
- P-16: サンティアーゴ・デ・ラス・ベガス - ベダド - オスピタル・アメイヘイラス (Hospital Ameijeiras)
- P-C: オスピタル・ナバル (Hospital Naval) - プラヤ（半円形の「全域」路線）